# Polémon de Laodicée
Pour les articles homonymes, voir Polémon.
Marcus Antonius Polémon ou Antonius Polémon (en grec : Μάρκος Αντώνιος Πολέμων, v. 90-144), également appelé Polémon de Laodicée ou Polémon de Smyrne, était un sophiste, diplomate et homme politique du IIe siècle.

## Biographie
Polémon était un grec d'Asie Mineure (Anatolie), originaire d'une famille romaine de rang consulaire il est peut-être un descendant de Marcus Antonius Polemo Ier.
Né à Laodicée du Lycos, en Carie (actuelle Turquie), il a toutefois passé une grande partie de sa vie à Smyrne (aujourd'hui Izmir, en Turquie). Dès sa jeunesse, il reçut les honneurs civiques des citoyens de Smyrne pour les services qu'il avait rendus à la ville.
Maître de rhétorique, membre éminent de la Seconde sophistique, élève de Dion Chrysostome, il bénéficia du soutien des empereurs romains Trajan, Hadrien et Antonin le Pieux bien qu'une histoire célèbre relate sa vanité : son arrogance lors d'une farce à Antonin le Pieux, qu'il aurait jeté hors de sa maison au milieu de la nuit, alors que ce dernier venait d'être nommé proconsul d'Asie et logeait chez lui en son absence. C'est de l'empereur Hadrien qu'il fut le plus proche. Polémon prononça ainsi le discours d'inauguration du Temple de Zeus Olympien d'Athènes, achevé par Hadrien en 131.
Polémon était à la tête de l'une des principales écoles de rhétorique de culture hellénique à Smyrne. Son style oratoire était imposant plutôt que plaisant, et il était de caractère hautain et réservé. Les seules œuvres de Polémon intégralement conservées sont, d'une part, les oraisons funèbres pour le général athénien Callimaque et le soldat Cynégire, morts à la bataille de Marathon en 490 av. J.-C. – ces discours étant intitulés logoi épitaphioi (« discours épitaphes »). D'autre part, son traité Sur la Physiognomonie (ou Physionomie) a été conservé par une traduction arabe du XIVe siècle, traduite en latin au XIXe siècle. Ses compositions rhétoriques empruntaient leurs sujets à l'histoire athénienne.
Polémon serait mort de faim par privation volontaire dans le tombeau de ses ancêtres à Laodicée, souffrant de la goutte. Il se serait enfermé lui-même dans le tombeau pour mourir.